# هانس وینر
هانس وینر (انگلیسی: Hans Weiner؛ زادهٔ ۲۹ نوامبر ۱۹۵۰ – درگذشتهٔ ۲۱ اوت ۲۰۲۴) بازیکن فوتبال اهل آلمان بود.
از باشگاه‌هایی که وی در آنها بازی کرده، می‌توان به باشگاه فوتبال هرتابرلین و باشگاه فوتبال بایرن مونیخ اشاره کرد.